# Ъск
Вижте пояснителната страница за други значения на Ъск.
Ъск (на английски: Usk; на уелски: Brynbuga, Бринбѝга) е град в Южен Уелс, графство Мънмътшър. Разположен е около река Ъск на около 15 km на север от столицата Кардиф. Първите сведения за града датират от 55 г. Архитектурна забележителност за града е замъкът „Ъск Касъл“ от 12 век. До 60-те години на 20 век е имал жп гара. Населението му е 2834 жители според данни от преброяването през 2011 г.

## Личности
Родени
- Алфред Ръсел Уолъс (1823-1913), английски естествоизпитател, изследовател, географ, антрополог и биолог

## Побратимени градове
- Грабен-Нойдорф, Германия